# Олбани (окръг, Ню Йорк)
Вижте пояснителната страница за други значения на Олбани.
Окръг Олбани (на английски: Albany County) е окръг в щата Ню Йорк, Съединени американски щати. Площта му е 1380 km², а населението – 309 612 души (2017). Административен център е град Олбани.